# 岐阜県道326号美濃白鳥停車場線

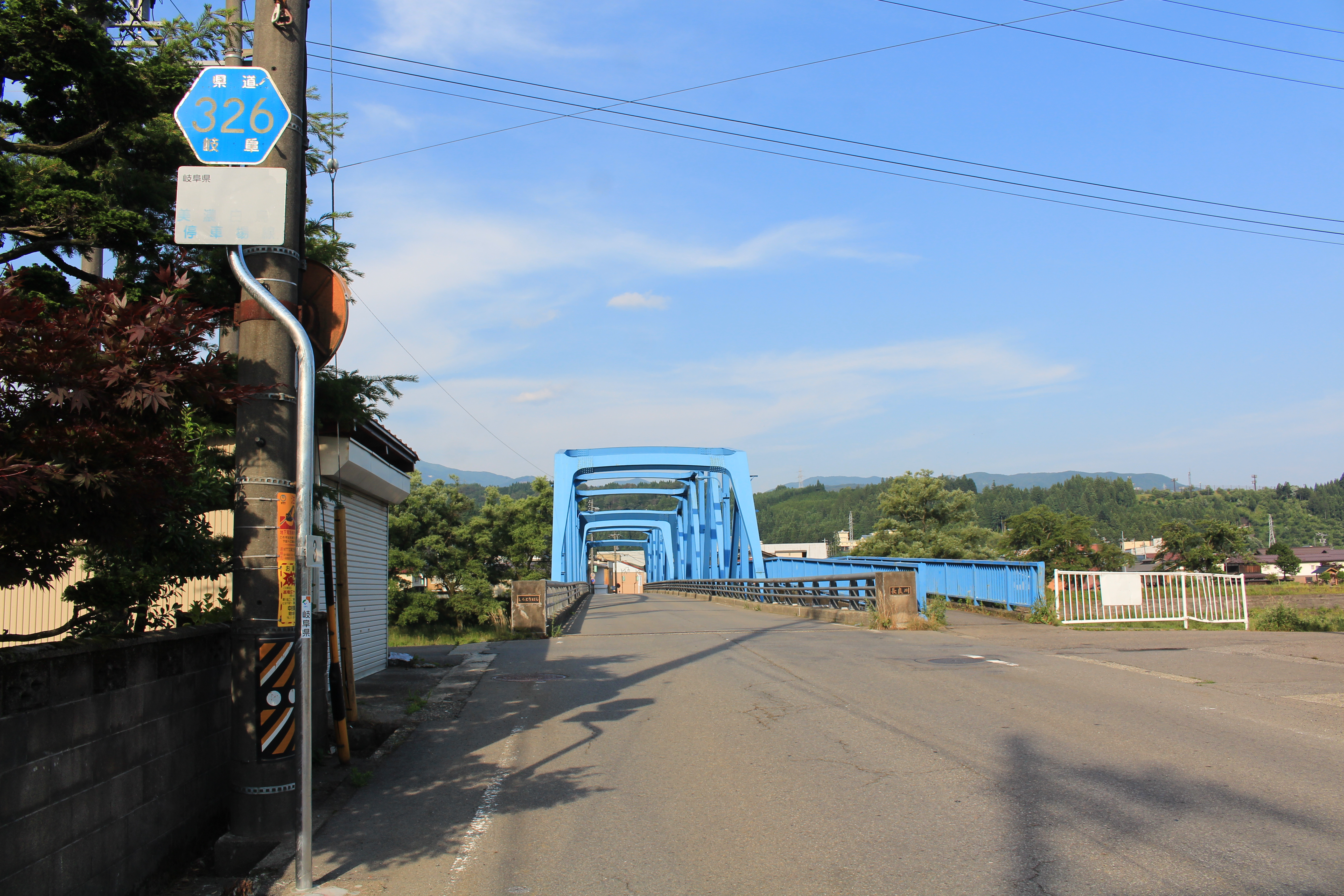
岐阜県道326号美濃白鳥停車場線の長良川に架かる白鳥橋、郡上市白鳥町にて

岐阜県道326号美濃白鳥停車場線（ぎふけんどう326ごう みのしろとりていしゃじょうせん）は、岐阜県郡上市内を通る一般県道である。

## 概要

### 路線データ
- 起点：美濃白鳥停車場（岐阜県道317号剣大間見白鳥線交点）
- 終点：岐阜県郡上市白鳥町向小駄良（国道156号・国道158号交点）

## 沿革
- 1977年（昭和52年）2月27日 ： 認定[1]

## 地理

### 通過する自治体
- 岐阜県
  - 郡上市

### 接続する道路
- 岐阜県道317号剣大間見白鳥線（郡上市白鳥町白鳥地内、美濃白鳥駅前）
- 国道156号・国道158号（飛騨街道）（向小駄良交差点）

### 周辺
- 長良川鉄道越美南線 美濃白鳥駅
- 白鳥郵便局